# Sempervivum pisidicum
Sempervivum pisidicum ist eine Pflanzenart aus der Gattung der Hauswurzen (Sempervivum) in der Familie der Dickblattgewächse (Crassulaceae).

## Beschreibung

### Vegetative Merkmale
Sempervivum pisidicum wächst als Rosettenpflanze mit einem Durchmesser von 2 bis 9 Zentimeter und bildet Ausläufer von 2 bis 5 Zentimeter Länge. Die länglich spateligen, kurz spitz zulaufenden Laubblätter sind hellgrün und besitzen eine purpurfarbene Spitze. Die Blattspreite ist 30 bis 50 Millimeter (selten bis zu 85 Millimeter) lang und 10 bis 18 Millimeter breit.

### Generative Merkmale
Der Blütentrieb erreicht eine Länge von 12 bis 45 Zentimeter. Er trägt länglich lanzettliche, lang spitz zulaufende Blätter, die kürzer als diejenigen der Blattrosette sind. Der Blütenstand besteht aus lang verzweigten Zymen mit bis zu 15 Blüten. Die 13- bis 15-zähligen Blüten stehen an dicken, 3 bis 15 Millimeter langen Blütenstielen und weisen einen Durchmesser von 1,8 bis 2,2 Zentimeter auf. Ihre dreieckigen, spitz zulaufenden, grünen, 4 bis 5 Millimeter langen Kronblätter sind auf einer Länge von bis zu 1,5 Millimeter miteinander verwachsen. Die linealisch-lanzettlichen, gekielten Kelchblätter weisen eine Länge von 8 bis 10 Millimeter auf und sind 2 bis 2,5 Millimeter breit. Innen sind sie purpurfarben, außen grün. Die dreieckigen bis pfriemlichen Staubfäden sind dunkelpurpurfarben, die kahlen Staubbeutel gelb. Der kahle Griffel ist etwa 2 Millimeter lang. Die kleinen Nektarschüppchen sind halbkreisförmig.

## Systematik und Verbreitung
Sempervivum pisidicum ist im Südwesten der Türkei auf Kalkstein und metamorphen Felsen in Höhen von 1250 bis 2400 Metern verbreitet.
Die Erstbeschreibung durch Hasan Peșmen und Adil Güner wurde 1978 veröffentlicht.

## Nachweise